# 아르문자
아르문자(Armungia)는 사르데냐어로 아르문자(Armùngia)이며, 이탈리아의 사르데냐 주에 있는 수드사르데냐도의 코무네이다. 칼리아리에서 북동쪽으로 약 40 킬로미터 (25 mi) 떨어져 있다.
아르문자는 다음 코무네와 인접해 있다: 발라오, 산니콜로제레이, 빌라푸추, 빌라살토.